# Cristóbal de Rojas y Sandoval

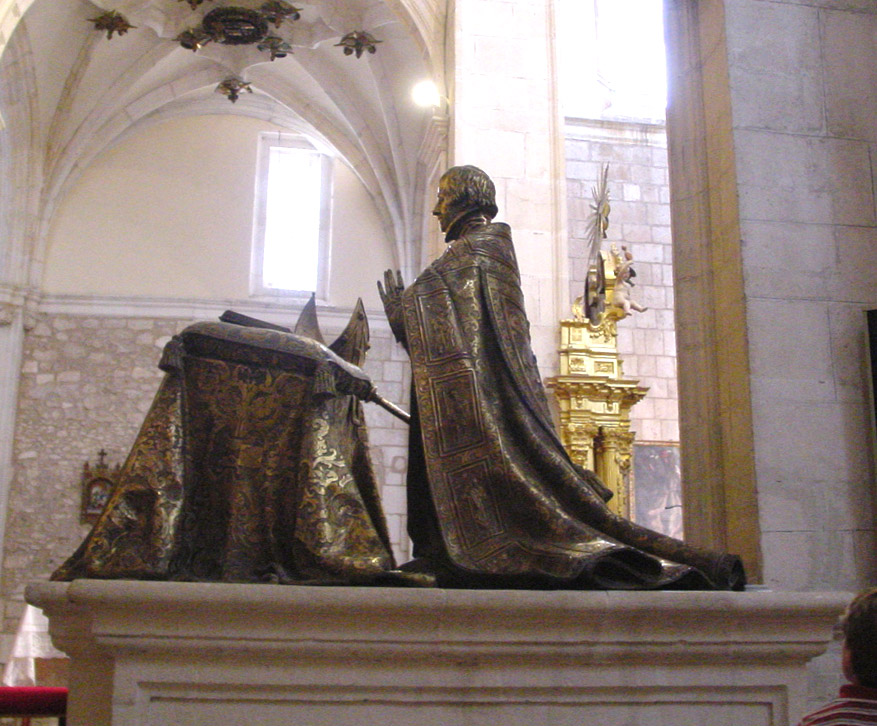
Statue des Cristóbal de Rojas y Sandoval in betender Position. Colegiata de San Pedro von Lerma, eine Arbeit des Juan de Arfe, d. Jüng.

Cristóbal de Rojas y Sandoval, auch: Cristóbal Rojas Sandoval, (* 26. Juni 1502 in Fuenterrabía; † 22. September 1580) war Erzbischof des Erzbistums Sevilla von 1571 bis 1580.
Cristóbal Rojas Sandoval wurde 1546 Bischof von Oviedo, 1556 Bischof von Badajoz und 1562 Bischof von Córdoba. Am 18. Mai 1571 wurde er zum Erzbischof von Sevilla ernannt – ein Kirchenamt, das er bis zu seinem Tode bekleidete.

## Verwandte
- Bernardo de Rojas y Sandoval (Kardinal, 1546–1618), Neffe
- Francisco Gómez de Sandoval y Rojas (Herzog von Lerma, 1553–1625), Neffe